# 伊彤
伊彤（1967年2月—），女性，满族，中华人民共和国人，北京市科学技术研究院北京科学学研究中心副主任，第十三届全国人大代表。
伊彤在海淀区选区当选北京市第十四届、第十五届人民代表大会代表，并当选北京市第十五届人民代表大会教育科技文化卫生体育委员会委员。2018年1月被选为第十三届全国人大代表北京市代表。